# Кошта, Мартин
Мартин Мота да Кошта (порт. Martim Mota da Costa; род. 27 сентября 2002, Сермонде, Порту) — португальский гандболист, выступает за гандбольный клуб «Спортинг» и сборную Португалии по гандболу.

## Карьера

### Клубная
Кошта начал заниматься гандболом с 2011 года в частной школе в нескольких километрах от Порту. Тренировался вместе с младшим братом Франсишку.
В 2017 году присоединился к «Порту». С 2018 по 2020 годы Кошта старший был отдан в аренду в «Гайю», за юношескую команду которой он забил 137 голов в 13 матчах.
С сезона 2021/22 годов играет вместе со своим братом Франсишку, который на два года младше его, в «Спортинге» из Лиссабона под руководством отца Рикарду Кошты. В Лиге Европы КВЧ 2021/22 годов «Спортинг» дошёл до 1/8 финала, в котором проиграл «Магдебургу». В сезоне 2022/23 годов Мартим забил 50 голов за «Спортинг». В 2022 и 2023 годах выигрывал Кубок Португалии. В декабре 2023 года выиграл с командой Суперкубок Португалии. В сезоне 2023/24 годов стал чемпионом Португалии. В июне 2024 года выиграл Кубок Португалии.

### Международная карьера в сборной
В составе взрослой сборной Португалии Франсишку Кошта дебютировал 14 апреля 2022 года в матче квалификации плей-офф к чемпионату мира по гандболу среди мужчин 2023 года против Нидерландов.
На чемпионате Европы в 2024 году Мартин забил 54 гола в семи матчах, а сборная Португалии заняла итоговое 7-е место. Вместе с датчанином Гидселем стал лучшим бомбардиром турнира и был включен в символическую сборную турнира.
В 2025 году принимал участие в играх чемпионата мира, который проходил в трёх странах. В составе сборной впервые в истории португальского гандбола вышел в полуфинал турнира. В упорном матче четвертьфинала в дополнительное время португальцы одолели сборную Германии, именно Мартин за 5 секунд до конца дополнительного времени забил исторический победный гол. Португалия на этом турнире заняла четвёртое место, а Мартим стал игроком символической сборной турнира — лучшим разыгрывающим.